# جیمی گاسلینگ
جیمی گاسلینگ (انگلیسی: Jamie Gosling؛ زادهٔ ۲۱ مارس ۱۹۸۲) بازیکن فوتبال اهل بریتانیا است.
از باشگاه‌هایی که در آن بازی کرده‌است می‌توان به باشگاه فوتبال بث سیتی، باشگاه فوتبال یئوویل تاون، باشگاه فوتبال هانگرفورد تاون، باشگاه فوتبال ووکینگ، باشگاه فوتبال تورکی یونایتد، باشگاه فوتبال ویموث، باشگاه فوتبال فارست گرین راورز، و باشگاه فوتبال آلدرشات تاون اشاره کرد.